# Лиза Хилтън
Лиза Хилтън (на английски: Lisa Hilton) е английска журналистка, преводачка и писателка, авторка на бестселъри в жанровете съвременен и исторически роман и биография. Пише и в жанра еротичен любовен роман под псевдонима Л. С. Хилтън (L. S. Hilton).

## Биография и творчество
Лиза Хилтън е родена на 15 декември 1974 г. в Ливърпул, Англия, в семейството на социолог и преподавателка. Израства във Фродшам, Северна Англия. Красива и ниска, тя е тормозена в училище, затова се обръща към книгите. Сама пише от малка, като на 11 години вече има публикувани малки разкази в списание „Джаки“. Завършва английска филология в Ню Колидж на Оксфордския университет, след което изучава история на изкуството във Флоренция и Париж. След дипломирането си работи като преводач, арткритик и радиоводещ. Пише за големи ежедневници и модни списания като „Вог“, „Ел“, „Ивнинг Стандарт“ и „Телеграф“, и като колумнист в културно-политическото списание Standpoint. Изявява се като либретист на операта Love Hurts написана от третия ѝ съпруг Никола Моро. В продължение на осем години живее в Кий Уест, Ню Йорк, Париж и Милано.
Първата ѝ книга Athenais: The Real Queen of France е публикувана през 2002 г. Тя пресъздава живота на маркизата на Монтеспан (Атина), придворна дама и любовница на крал Луи XIV, която оказва значително влияние върху кралския двор и ръководството на държавата.
Книгите ѝ за историята я правят известна и тя е канена като коментатор за различни документални телевизионни сериали.
През 2010 г. е издаден първият ѝ художествен роман „Къщата със сини щори“ (The House With Blue Shutters), който представя връзката на миналото и настоящето, войната и мирния живот, в съдбите на две жени от Южна Франция.
Първият ѝ роман „Маестра“ от едноименната еротична поредица е публикуван през 2016 г. Пише под псевдонима Л. С. Хилтън, за да се различи като автор на исторически романи. Главната героиня, младата Джудит Рашли, е отлично образована и с изискани маниери, и работи като асистентка в престижна аукционна къща в Лондон. Откривайки машинация за милиони, тя е уволнена и заминава с богат любовник за Френската ривиера. Но светът на висшето общество не е само бляскав рай и тя бързо става независима, властна и сексуално разкрепостена, прекрачвайки всички граници, за да постигне целите си. Романът става бестселър и е издаден в над 40 страни по света. Правата за екранизиране са закупени от „Кълъмбия Пикчърс“.
Лиза Хилтън се омъжва за първи път 19-годишна за французин, но бракът ѝ трае само три месеца. На 23 години се омъжва за втори път за американец, рекламен директор. Живеят известно време в Милано преди да се разведат. Третият ѝ брак е с италианския композитор Никола Моро, с когото живеят в южната част на Франция в продължение на 12 години преди да се разведат. Имат дъщеря – Оливия.
Лиза Хилтън живее в Лондон.

## Произведения

### Самостоятелни романи
- The House With Blue Shutters (2010)
- Wolves in Winter (2012)
- The Stolen Queen (2015)

### Документалистика
- Athenais (2002)
- Mistress Peachum's Pleasure (2005)
- Queens Consort (2008)
- The Horror of Love (2011)
- Nancy and the Colonel (2011)
- Elizabeth (2014)

### Като Л. С. Хилтън

#### Серия „Маестра“ (Maestra)
1. Maestra (2016)
Маестра, изд.: ИК „Хермес“, Пловдив (2016), прев. Калина Лазарова
2. Domina (2017)
Домина, изд.: ИК „Хермес“, Пловдив (2017), прев. Дафина Янева-Китанова
3. Ultima (2018)
Ултима, изд.: ИК „Хермес“, Пловдив (2019), прев. Дафина Янева-Китанова

Екранизации
- 2010 Vampires: Why They Bite – документален ТВ сериал
- 2012 France-Angleterre: Tendres rivales – документален ТВ сериал
- 2014 The Royals – документален ТВ сериал
- 2016 Le grand journal de Canal+ – документален ТВ сериал
- 2017 Elizabeth I's Secret Agents – документален ТВ сериал